# Eurytoma vulgata
Eurytoma vulgata is een vliesvleugelig insect uit de familie Eurytomidae. De wetenschappelijke naam is voor het eerst geldig gepubliceerd in 1916 door Brèthes.